# Langgröße
Die Langgröße (auch schlanke Größe oder lange Größe) ist eine Konfektionsgröße, die speziell für große Menschen hergestellt wird.
Oftmals wird die Langgröße mit einem L (long) oder T (tall) gekennzeichnet, z. B. 42L oder XLT.

## Damen
Bei der Damenbekleidung wird häufig die „normale“ Konfektionsgröße verdoppelt, aus Größe 42 wird beispielsweise die Langgröße 84:
| Lange Größe (> 170 cm)   | 068    | 072    | 076    | 080     | 084     | 088     | 092     | 096     | 0100    |
| Normale Größe (< 170 cm) | 034    | 036    | 038    | 040     | 042     | 044     | 046     | 048     | 050     |
| Brustumfang (cm)         | 078–81 | 082–85 | 086–89 | 090–93  | 094–97  | 098–102 | 103–107 | 108–113 | 114–119 |
| Taillenumfang (cm)       | 063–65 | 066–69 | 070–73 | 074–77  | 078–81  | 082–85  | 086–90  | 091–95  | 096–102 |
| Hüftumfang (cm)          | 088–91 | 092–95 | 096–98 | 099–101 | 102–104 | 105–108 | 109–112 | 113–116 | 117–121 |

## Herren
Die Umrechnung der Herren-Langgrößen ist nicht sofort aus der „normalen“ Konfektionsgröße ableitbar, sondern erfolgt über folgende Tabelle (Basis für die Größen ist der Brustumfang):
| Lange Größe (schlank) | 102 | 106 | 110 | 114 | 118 | 122 | 126 | 130 | 134 |
| International         | LT  | XLT | 2XT | 2XT | 3XT | 3XT | 4XT | 4XT | 4XT |
| Körpergröße (cm)      | 186 | 188 | 190 | 192 | 196 | 198 | 200 | 202 | 204 |
| Brustumfang (cm)      | 102 | 106 | 110 | 114 | 118 | 122 | 126 | 130 | 134 |
| Bundweite (cm)        | 92  | 96  | 100 | 104 | 108 | 112 | 116 | 120 | 124 |